# Cheminée Le Portail
Pour les articles homonymes, voir Portail (homonymie).
La cheminée Le Portail est la cheminée d'une ancienne usine sucrière de l'île de La Réunion, département d'outre-mer français dans le sud-ouest de l'océan Indien. Située au Portail à Saint-Leu, elle est inscrite en totalité à l'inventaire supplémentaire des Monuments historiques depuis le 16 avril 2002, ainsi que son terrain d’assiette,.